# HD 174160
HD 174160，又名BD+23 3461，SAO 86451、HR 7079，是一颗恒星，视星等为6.15，位于銀經53.79，銀緯11.14，其B1900.0坐标为赤經18h 44m 5.6s，赤緯+23° 11.14′ 12″。